# An-Nàssir Muhàmmad ibn Ishaq ibn al-Mahdí Àhmad
An-Nàssir Muhàmmad ibn Ishaq ibn al-Mahdí Àhmad fou imam zaidita del Iemen.
Va fer un primer intent d'establir el seu imamat el 1723-1724 al nord, al massís de Sufyan, amb el suport de la tribu dels Banu Bakil, però no va reeixir. El 1726-1727 va fer un segon intent al sud a Zafar que també va fracassar. Finalment es va haver de sotmetre al seu cosí al-Mansur al-Husayn ibn al-Kasim ibn al-Hasan ibn al-Mahdi Ahmad, i va morir el 1753 a Sanaa, com una persona privada.